# تيلوميراز
التيلوميراز (بالإنجليزية: Telomerase)‏ هو عبارة عن انزيم يمكن من المحافظة على طول الصبغي أثناء عملية تضاعف الحمض النووي الريبوزي منقوص الأكسجين عند حقيقيات النواة، حيث يعمل هذا الأنزيم على إضافة بنية محددة إلى نهايات الصبغي؛ كل طرف يشكل ما يسمى بالتيلومير (أو قسيم طرفي)، بالرغم من أن هذا الأخير يتألف أيضا من ديوكسي ريبونوكليوتيد شأنه شأن بقية الكروموسوم، إن عملية تصنيع التيلوميرات تتم  بطريقة مختلفة تماما عن طريقة مضاعفة الحمض النووي التقليدية.
التيلوميرازات هي في الواقع بروتينات نووية ريبوزية (مكونة من حمض نووي ريبوزي وبروتينات)، تتجلى وظيفتها الأساسية في تحفيز إضافة سلسلة بتكرار محدد إلى نهاية الصبغيات. هذ السلسلة تكون غنية بالنوكليوتيدات  T و G على شكل السلسلة TTAGGG مكررة n مرة.عند الفقاريات (الجنس البشري أيضا)، يبلغ عدد التكرار n هذا ما بين بضع مئات إلى بضعة آلاف مرة.
التيلوميراز هو انزيم نسخ عكسي، يحمل جزيء الحمض النووي الريبوزي الخاص به. يكون انزيم التيلوميراز نشط في الخلايا الجذعية العادية ومعظم الخلايا السرطانية، لكن عادة ما تكون غائبة أو عند مستويات منخفضة جدا في معظم الخلايا الجسدية.

## تاريخ
لاحظ عالم الأحياء السوفياتي أليكسي أولوفنيكوف لأول مرة في سنة 1973 وجود آلية لتعويض تقصير التيلومير.
في سنة 1985 إكتشفت كل من عالمتي الأحياء الجزيئة كارول غريدر وإليزابيث بلاكبيرن أنزيم التيلوميراز، انطلاقا من بحث كانتا تجريانه جاك زوستاك على مخلوقات الهدبيات من صنفالتيترايمينا. نظير اكتشافهم بالإضافة لاكتشافهم دور التيلومير في حماية الصبغيات، تمكنوا في سنة 2009 من الحصول على جائزة نوبل في الطب أو علم وظائف الأعضاء.
في وقت لاحق إكتشف علماء من شركة «غيرون» للتكنولوجيا الحيوية دور التيلوميراز والتيلوميرات في الشيخوخة الخلوية وأيضا السرطان.
بعد استنساخ الحمض النووي الريبي والمكونات
الحفازة من تيلوميراز الإنسان، وتطوير اختبار يعتمد على تفاعل البوليميراز المتسلسل، تم التوصل إلى ما يسمى باختبار TRAP، الذي يدرس نشاط التيلوميراز في الخلايا ويمكن من الكشف المبكر والفعال للعديد من أنواع من السرطان.

## بنية تيلوميراز الإنسان

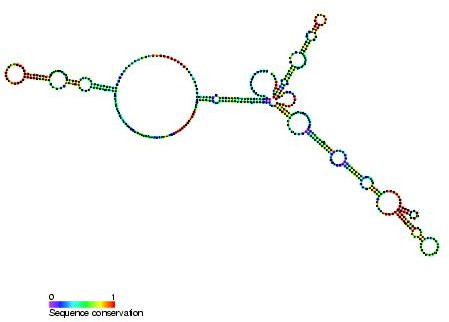
البنية الثانوية للوحدة الفرعية إي أر إن لتولميراز الإنسان (العقدة الزائفة على اليسار)

في سنة 2007 تم تحديد التكوين البروتيني للتيلوميراز عند الإنسان، من قبل فريق بحثي يقوده الدكتور سكوت كوهين من «معهد البحوث الطبية للأطفال» الأسنرالي في سيدني. التيلوميراز يتألف من وحدتين فرعيتين هما:
- الوحدة الفرغية البروتينية أو ما يسمى «تيلوميراز النسخ العكسي» (TERT).[6] حيث ان منطقة ترميز الجينة المسؤولة عن الأنزيم من 3396 زوج قاعدي، تعمل على ترجمة بروتين مكون من 1131 حمض أميني.[7] الTERT له نشاط ناسخ عكسي، وله بنية «القفاز» التي تسمح لها بالتفاف حول الكروموسوم لخلق خيط حمض نووي وحيد باستخدام خيط الحمض النووي الريبي كمصفوفة.
- الوحدة الفرعية «لتيلوميراز الحمض النووي الريبي» (TERC).[8] هذه الوحدة عبارة عن حمض نووي ريبي منظم من 451 نوكليوتيد، والذي يتألف من عدة مناطق جذعية وحلقية وعقدة كاذبة. واحدة من حلقات هذه العقدة الزائفة يحتوي على تسلسل على شكل مصفوفة لتوليف التكرار التيلوميري

الجينات المسؤولة عن كلتا الوحدتين TERTو TERC، تقع على صبغيات مختلفة.

## الوظيفة
باستخدام العقدة الزائفة لتيلوميراز الحمض النووي الريبي (TERC) كنموذج، يقوم تيلوميراز النسخ العكسي (TERT) بإضافة سلسلة مكررة من ستة نوكليوتيدات: 5'-TTAGGG (عند جميع الفقاريات، هذه السلسلة مختلفة عن باقي الكائنات الأخرى) في نهاية الصبغيات من جهة '3. هذه السلسلة TTAGGG المكررة (بالإضافة إلى مختلف البروتينات الشريكة المرتبطة بها) تسمى «قسيم طرفي» (تيلومير). بحيث تكون المنطقة المقابلة لتيلوميراز الحمض النووي الريبي (أي المنطقة TERC) هي: 
 3'-CAAUCCCAAUC-5'.

## التطبيقات السريرية للتيلوميراز
بدون أنزيم التيلوميراز الذي يعمل على استعادة الجزء المفقود من الصبغي خلال كل انقسام للخلية، فإنه وبعد مضي حوالي أربعين انقساما
سيفقد الصبغي بعضا من معلومات جيناته الأخيرة (الجينوم) على طرفيه، وبذلك ستصبح الخلية غير مستدامة، هذا الأمر الذي لن تتحمله الخلية وبالتالي ستموت (الإستماتة أو الموت المبرمج).
التعبير عن التيلوميراز يكون منخفضا أو غير موجود أصلا عندما يتعلق الأمر بالخلايا الجسدية العادية، في حين نجده نشطت جدا في الخلايا الجرثومية.
لذلك فإن هذا النقص الواضح في نشاط التيلوميراز بالخلايا الجسدية يتسبب في دخول هذه الخلايا في مايسمى «شيخوجة الخلايا».
يكون التيلوميراز في أقصى حالات نشاطه خلال مرحلة البويضات وكذل خلال المرحلة الجنينية. عملية إنتاجه تعتمد على الجينة المسؤول عن تيلوميراز النسخ العكسي (TERT).
التراكيز العالية لأنزيم التيلوميراز في الخلايا السرطانية يزيد من نشاط هذه الخلايا، ما يجعل من هذا الأنزيم أحد أهم العوامل المساهمة في انتشار خلايا السرطان وانقسامها إلى ما لا نهاية.
توصلت دراسة أجريت على الخلايا البشرية المزروعة في المختبر، أن هذه الأخيرة توقفت عن الانقسام عندما تم تعطيل التيلوميراز، ثم دخلت في مرحلة سبات، لنها سرعان ما عاودت انقسامها في اللحظة التي تم فيها تفعيل التيلوميراز.
إلا أن القدرة الطبية العملية لهذه المفاهيم لا
زالت غير مؤكدة، دون أن ننسى
السعي الدؤوب لباحثين كثر لاستغلال هذه
هذه المعارف شجعت الباحثين على مواصلة بحوثهم في هذا المجال، في أفق الوصول إلى طرق تمكنهم من استهداف التيلوميراز وتثبيطه في الخلايا السرطانية ومشكلات خلوية أخرى من هذا القبيل.
في نفس السياق توصل باحثون إلى ابتكار نوع من المثبطات تعمل على تثبيط نشاط التيلوميراز، أطلق عليه اسم إيميتلستات، هذا الأخير الذي دخل في سنة 2014 مرحلة التجارب السريرية من أجل علاج داء التليف النقوي الأولي، وأيضا متلازمة خلل التنسج النخاعي  وابيضاض الدم النقوي الحاد.
جانب أخر للتيلوميراز لا يقل أهمية عن الأول، يتمثل في عملية ضمانة استمرارية وخلود الخلايا. ضمن ذات السياق، دراسات واعدة أنجزت وأخرى إنطلقت توا في هذا المجال، إجتمعت كلها على هدف واحد ألا وهو الوصول إلى دواء للشيخوخة وضمان جسم خالي من الأمراض.

## كتب في هذا المجال
- The Immortal Cell, by Michael D. West,Doubleday (publisher) (2003) (ردمك 978-0-385-50928-2)

## روابط خارجية
- Telomerase في المكتبة الوطنية الأمريكية للطب نظام فهرسة المواضيع الطبية (MeSH).

- التيلوميراز|المكتبة الوطنية الأمريكية للطب-العناوين الطبية (MeSH).